# Elephantomyia hokkaidensis
Elephantomyia hokkaidensis är en tvåvingeart som beskrevs av Alexander 1924. Elephantomyia hokkaidensis ingår i släktet Elephantomyia och familjen småharkrankar. Inga underarter finns listade i Catalogue of Life.